# Вігілій
Вігілій (лат. Vigilius; ? — 7 червня 555, Рим, Королівсто остготів) — п'ятдесят дев'ятий папа Римський (29 березня 537—7 червня 555), походив із знатного римського роду, його батько Іоанн був консулом, а брат Репарат мав титул сенатора. Початково ще папа Боніфацій II визначив Вігілія своїм наступником, проте, обрання не відбулось. Під час понтифікату Агапіта I Вігілія було відправлено як папського легата до Константинополя. Однак, під впливом короля остготів папою був обраний Сільверій. Тоді Вігілій звернувся за допомогою до візантійського полководця Велізарія, пред'явивши йому рекомендаційні листи імператорського двору. Велізарій, який захопив Рим, усунув папу Сільверія від папської влади, однак лише після його смерті римський клір визнав Вігілія папою.
Відомі 2 листи Вігілія, спрямовані проти вчення монофізитів. Це стало приводом усунення Папи з престолу на Другому Константинопольскому Соборі. Помер під час подорожі до Сиракуз.